# トゥーン (企業)
トゥーン (THUN)はイタリアの陶磁器メーカー。北イタリアのボルツァーノに本社を構え、イタリアの各都市のみならず、ドイツやスイス、スペインなど計７ヵ国で展開している。店舗数は現在、約3100を数える。

## 概要
1950年オトマール・トゥーン（Otmar Thun）伯爵とレネ（Lene）伯爵夫人により創業。陶器の置物や食器、装飾品などを主に生産し、天使や動物などをモチーフとしたぬくもりある商品は結婚式の引き出物や出産の贈り物として人気がある。また陶器製品だけでなく、文具やぬいぐるみ、ベビー服、絵本なども取り扱っている。
1995年に株式会社に移行。現在は創業者の次男であるペーター・トゥーン（Peter Thun）が社長を務め、THUNIVERSUMやcaffè al voloといったブランドも生み出している。